# 德文特·格雷厄姆
德文特·特雷尔·格雷厄姆（英語：Devonte' Terrell Graham，1995年2月22日—）為美國男子籃球運動員，現效力於NBA G聯盟撕裂之城混音。
格雷厄姆畢業於堪薩斯大學，在2018年NBA选秀第二輪第34順位獲得亚特兰大老鹰青睞，NBA生涯接連效力過夏洛特黃蜂、新奥尔良鹈鹕和圣安东尼奥马刺，2021-22賽季曾終場剩1.4秒時從後場三分球打板絕殺比賽。2024年10月24日，中国男子篮球职业联赛上海久事引進格雷厄姆。但格雷厄姆卻因為個人訓練時傷到膝蓋，滯美養傷沒有赴華。12月14日，NBA G聯盟南灣湖人簽下格雷厄姆。2025年2月9日，南灣湖人將格雷厄姆與文森特·瓦莱里奥-博登交易至撕裂之城混音，換取史丹利·強森。

## 外部連結
- 德文特·格雷厄姆在fiba.basketball（英语）
- 德文特·格雷厄姆在NBA官網（英语）
- 德文特·格雷厄姆在NBA G聯盟官網（英语）
- 德文特·格雷厄姆在Basketball-Reference.com（NBA）（英语）
- 德文特·格雷厄姆在Basketball-Reference.com（NBA G聯盟）（英语）
- 德文特·格雷厄姆在Sports-Reference.com（NCAA）（英语）
- 德文特·格雷厄姆在ESPN（NBA）（英语）
- 德文特·格雷厄姆在Eurobasket.com（球員）（英语）
- 德文特·格雷厄姆在Proballers（英语）
- 德文特·格雷厄姆在RealGM（球員）（英语）